# تومو اوچیدا
اوچیدا تومو (به ژاپنی: 内田 吐夢 Uchida Tomu)؛ (۲۶ آوریل ۱۸۹۸ – ۷ ژوئیهٔ ۱۹۷۰) کارگردان فیلم اهل ژاپن بود.